# Königstein, Sächsische Schweiz-Osterzgebirge

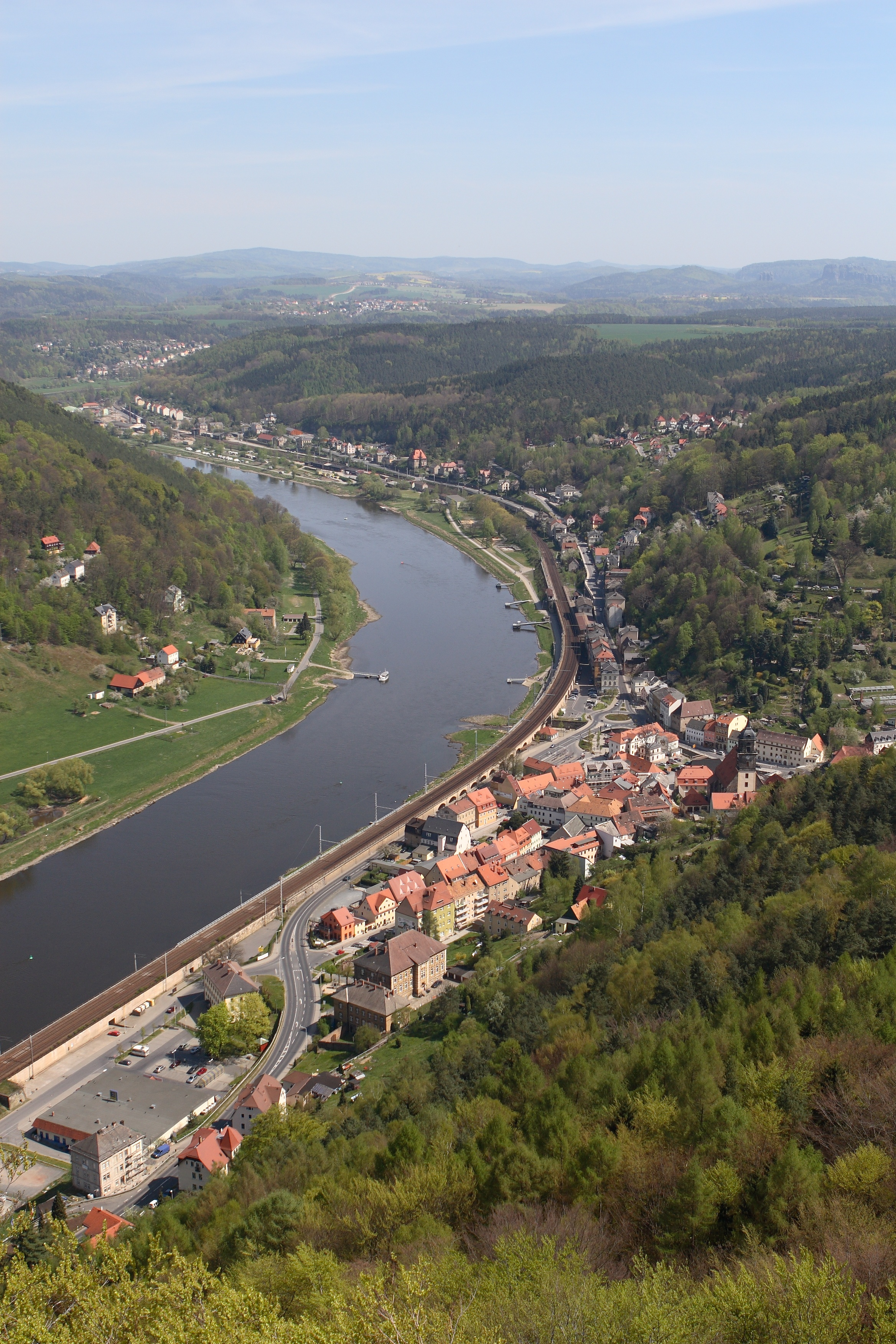
Königstein in 2007

Königstein là một thị xã ở bang tự do Sachsen nước Đức. Königstein thuộc huyện Sächsische Schweiz-Osterzgebirge và có dân số khoảng 2822 người (cuối năm 2006).
Königstein nằm giữa biên giới Pirna và Czech tại nơi hợp lưu của Biela và Elbe. 